# Halciînți, Teofipol
Halciînți (în ucraineană Гальчинці) este localitatea de reședință a comunei Halciînți din raionul Teofipol, regiunea Hmelnîțkîi, Ucraina.

## Demografie
Componența lingvistică a localității Halciînți
     Ucraineană (99,3%)
     Alte limbi (0,42%)
Conform recensământului din 2001, majoritatea populației localității Halciînți era vorbitoare de ucraineană (99,3%), existând în minoritate și vorbitori de alte limbi.